# Jean-Baptiste Bourguignon d’Anville

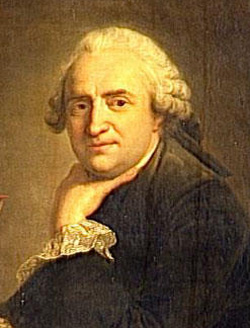
Jean-Baptiste Bourguignon d’Anville

Jean-Baptiste Bourguignon d’Anville (* 11. Juli 1697 in Paris; † 28. Januar 1782 ebenda) war französischer Geograph und der Reformator der alten und neuen Kartografie. Er arbeitete als Enzyklopädist an der Encyclopédie von Denis Diderot und Jean Baptiste le Rond d’Alembert mit.

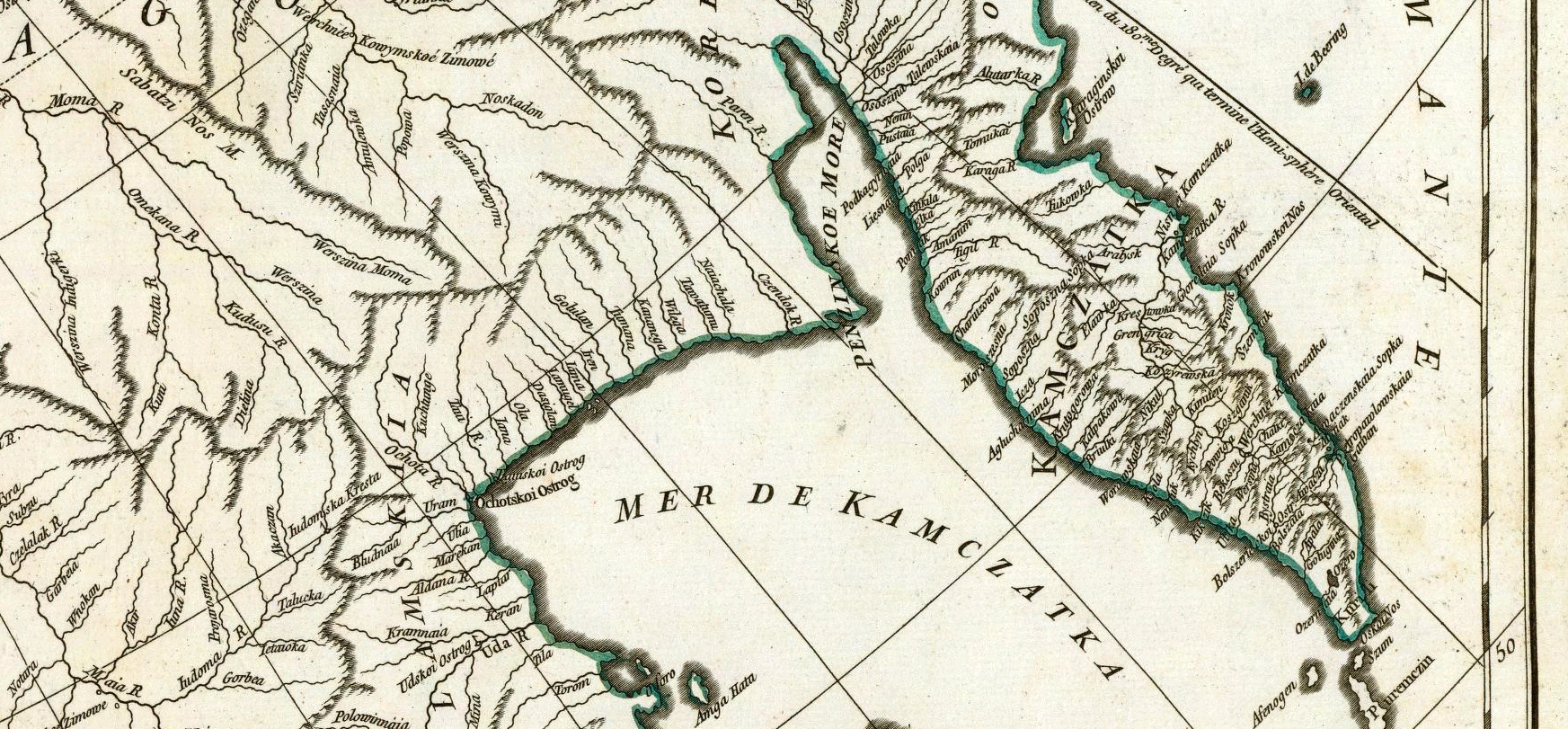
Bourguignon d'Anville: Troisième partie de la carte d'Asie, contenant la Sibérie, et quelques autres parties de la Tartarie, Paris (1753)

Bourguignon d'Anville: Amérique Septentrionale (1746)

## Leben
Bourguignon d’Anville widmete sich früh geographischen Studien, sodass er schon im 22. Lebensjahr königlicher Geograph wurde, mit welcher Stelle er später die eines Privatsekretärs des Ludwig, Herzog von Orléans verband.
Er gab 211 Karten heraus. Zu den wichtigsten Werken gehören:
- die große Karte Chinas, die er aufgrund der Vorarbeiten der jesuitischen Missionare um Jean-Baptiste Régis 1734 erstellte (samt zahlreichen Einzelblättern) und die von Jean-Baptiste Du Halde in seinem Werk Description de la Chine et de la Tartarie chinoise 1735 veröffentlicht wurde;
- Nouvel atlas de la Chine, de la Tartarie chinoise, et du Thibet (1737, 107 Blätter),[2]
- Atlas général (1737–1780, 66 Blätter) und der
- Atlas antiquus major (12 Blätter), wozu die
- Géographie ancienne abrégée (1769, 3 Bde.) als Text gehört.

Ein Nachstich der letztgenannten Karten erschien in Nürnberg als Handbuch der alten Erdbeschreibung, zum Gebrauch der elf größeren Danvillischen Landkarten. 3 Bände, Nürnberg 1796–1800.
Seit Dezember 1747 war er Ehrenmitglied der Russischen Akademie der Wissenschaften in St. Petersburg. Er wurde 1773 zum Mitglied der Académie des Inscriptions et Belles-Lettres und im gleichen Jahr zum Mitglied (Adjoint géographe) der Académie des sciences gewählt.
Seine wertvolle Kartensammlung (aus 10.500 Nummern bestehend) wurde für die königliche Bibliothek Paris (die heutige Bibliothèque nationale de France) angekauft.

## Ehrungen
Nach d'Anville ist die Pflanzengattung Anvillea DC. 1836 aus der Familie der Korbblütler (Asteraceae) benannt.
1976 wurde der Mondkrater Anville nach ihm benannt.